# Ryûsuke Hamaguchi
Ryūsuke Hamaguchi ( japansk濱口 竜介, Hamaguchi Ryūsuke; født den 16. december 1978 i Kanagawa ) er en japansk filminstruktør og manuskriptforfatter. Siden midten af 2000'erne har han instrueret mere end et dusin film, både spillefilm og dokumentarer. Han betragtes som en af de vigtigste nutidige japanske filmskabere. Hans prisvindende spillefilm Drive My Car (2021) vandt en Oscar for bedste internationale film.
1. ↑  Navnet er anført på catalansk og stammer fra Wikidata hvor navnet endnu ikke findes på dansk.
2. ↑  Navnet er anført på engelsk og stammer fra Wikidata hvor navnet endnu ikke findes på dansk.